# A Lyga 2008
La A Lyga 2008 fue la 19ª edición del torneo de fútbol más importante de Lituania que se jugó del 29 de marzo al 10 de noviembre y que contó con la participación de 8 equipos.
El FK Ekranas gana su segundo título de liga.

## Clasificación
| Pos. | Equipo      | Pts. | PJ | G  | E  | P  | GF | GC | Dif. | Clasificación o descenso                      |
| ---- | ----------- | ---- | -- | -- | -- | -- | -- | -- | ---- | --------------------------------------------- |
| 1    | Ekranas (C) | 65   | 28 | 20 | 5  | 3  | 46 | 12 | +34  | Segunda Ronda Clasificatoria Champions League |
| 2    | FBK Kaunas  | 55   | 28 | 16 | 7  | 5  | 51 | 17 | +34  | Segunda Ronda Clasificatoria Europa League    |
| 3    | Vėtra       | 48   | 28 | 14 | 6  | 8  | 33 | 24 | +9   | Primera Ronda Clasificatoria Europa League    |
| 4    | Sūduva      | 48   | 28 | 14 | 6  | 8  | 35 | 25 | +10  | Segunda Ronda Clasificatoria Europa League    |
| 5    | Žalgiris    | 28   | 28 | 6  | 10 | 12 | 27 | 41 | −14  |                                               |
| 6    | Atlantas    | 28   | 28 | 7  | 7  | 14 | 31 | 44 | −13  |                                               |
| 7    | Šiauliai    | 24   | 28 | 5  | 9  | 14 | 24 | 41 | −17  |                                               |
| 8    | Šilutė (D)  | 13   | 28 | 3  | 4  | 21 | 19 | 62 | −43  | Descenso a la 1 Lyga                          |

 Fuente: www2.omnitel.net
Criterios de clasificación: 1) Puntos; 2) Puntos entre sí; 3) Gol diferencia entre sí; 4) Goles anotados entre sí; 5) Gol diferencia; 6) Goles anotados.
Notas:
1. 1 2  VET: 7 pts, 5–3; SUD: 4 pts, 3–5
2. ↑  Sūduva ganó la Lithuanian Football Cup 2008/09 y también clasificó a la Segunda Ronda Clasificatoria de la UEFA Europa League.
3. 1 2  ŽAL: 5 pts, 7–6; ATL: 5 pts, 6–7

## Resultados
| Local \ Visitante | ATL | EKR | FBK | SŪD | ŠIA | ŠLT | VĖT | ŽAL |
| ----------------- | --- | --- | --- | --- | --- | --- | --- | --- |
| Atlantas          |     | 1–1 | 1–1 | 0–1 | 0–1 | 2–0 | 1–0 | 2–2 |
| Ekranas           | 1–0 |     | 1–0 | 1–0 | 1–0 | 4–0 | 1–1 | 1–0 |
| FBK Kaunas        | 4–0 | 0–3 |     | 3–0 | 2–0 | 3–0 | 1–2 | 2–0 |
| Sūduva            | 3–1 | 2–1 | 0–0 |     | 1–0 | 2–1 | 3–0 | 0–0 |
| Šiauliai          | 1–1 | 0–2 | 0–0 | 0–1 |     | 3–0 | 0–2 | 1–1 |
| Šilutė            | 2–4 | 0–1 | 0–6 | 1–1 | 2–2 |     | 1–3 | 0–2 |
| Vėtra             | 0–0 | 0–1 | 1–1 | 3–0 | 2–2 | 2–1 |     | 1–1 |
| Žalgiris          | 0–0 | 1–1 | 0–2 | 0–1 | 1–1 | 1–1 | 1–0 |     |

| Local \ Visitante | ATL | EKR | FBK | SŪD | ŠIA | ŠLT | VĖT | ŽAL |
| ----------------- | --- | --- | --- | --- | --- | --- | --- | --- |
| Atlantas          |     | 0–1 | 1–2 | 1–0 | 1–2 | 2–1 | 0–1 | 3–0 |
| Ekranas           | 3–0 |     | 2–1 | 2–1 | 1–1 | 1–0 | 0–1 | 5–1 |
| FBK Kaunas        | 2–0 | 2–0 |     | 1–0 | 1–0 | 4–0 | 2–3 | 5–0 |
| Sūduva            | 3–2 | 0–0 | 1–2 |     | 3–0 | 4–0 | 0–0 | 1–1 |
| Šiauliai          | 4–4 | 0–5 | 0–0 | 0–2 |     | 0–1 | 2–0 | 0–2 |
| Šilutė            | 1–2 | 0–3 | 1–1 | 1–2 | 2–0 |     | 0–1 | 1–2 |
| Vėtra             | 2–1 | 0–2 | 0–2 | 2–0 | 1–0 | 4–0 |     | 1–0 |
| Žalgiris          | 5–1 | 0–1 | 1–1 | 2–3 | 2–4 | 0–2 | 1–0 |     |